# エンジン・アライアンス
エンジンアライアンス (Engine Alliance LLC) は、ゼネラル・エレクトリックの一部門であるゼネラル・エレクトリック・エアクラフト・エンジンズ（GEAE 、現GE・アビエーション）と、ユナイテッド・テクノロジーズの一部門であるプラット・アンド・ホイットニーが共同で出資、設立した会社。出資比率は対等である。大型の新型ジェットエンジンの開発、製造、販売を行う目的で1996年8月に設立された。
開発したジェットエンジンGP7200は当初、ボーイング747X（ボーイング747-500/600X）向けであった。しかし747Xが開発中止となったため、エアバスA380スーパージャンボ向けに再度最適化された。市場ではロールス・ロイスのトレント900と競合している。

## ラインナップ
- GP7000シリーズ
  - GP7200（エアバスA380）